# Ганс фон Каленберг
Ганс фон Каленберг (нем. Hans von Kahlenberg; 23 февраля 1870[…], Хайлигенштадт — 8 августа 1957[…], Баден-Баден, Баден-Вюртемберг) — псевдоним, который использовала немецкая писательница и педагог Хелена (Елена) фон Монбарт (нем. Helene von Monbart).
В ряде источников, например в «ЭСБЕ» она ошибочно описывается как Монбар, по всей видимости, автору был ближе французский язык и, переводя на русский язык, он проигнорировал последнюю букву на французский манер.

## Биография
Елена фон Монбарт родилась 23 февраля 1870 года в немецком городке Хайльбад-Хайлигенштадт в Тюрингии в семье германского офицера Эриха фон Монтбарта[d].

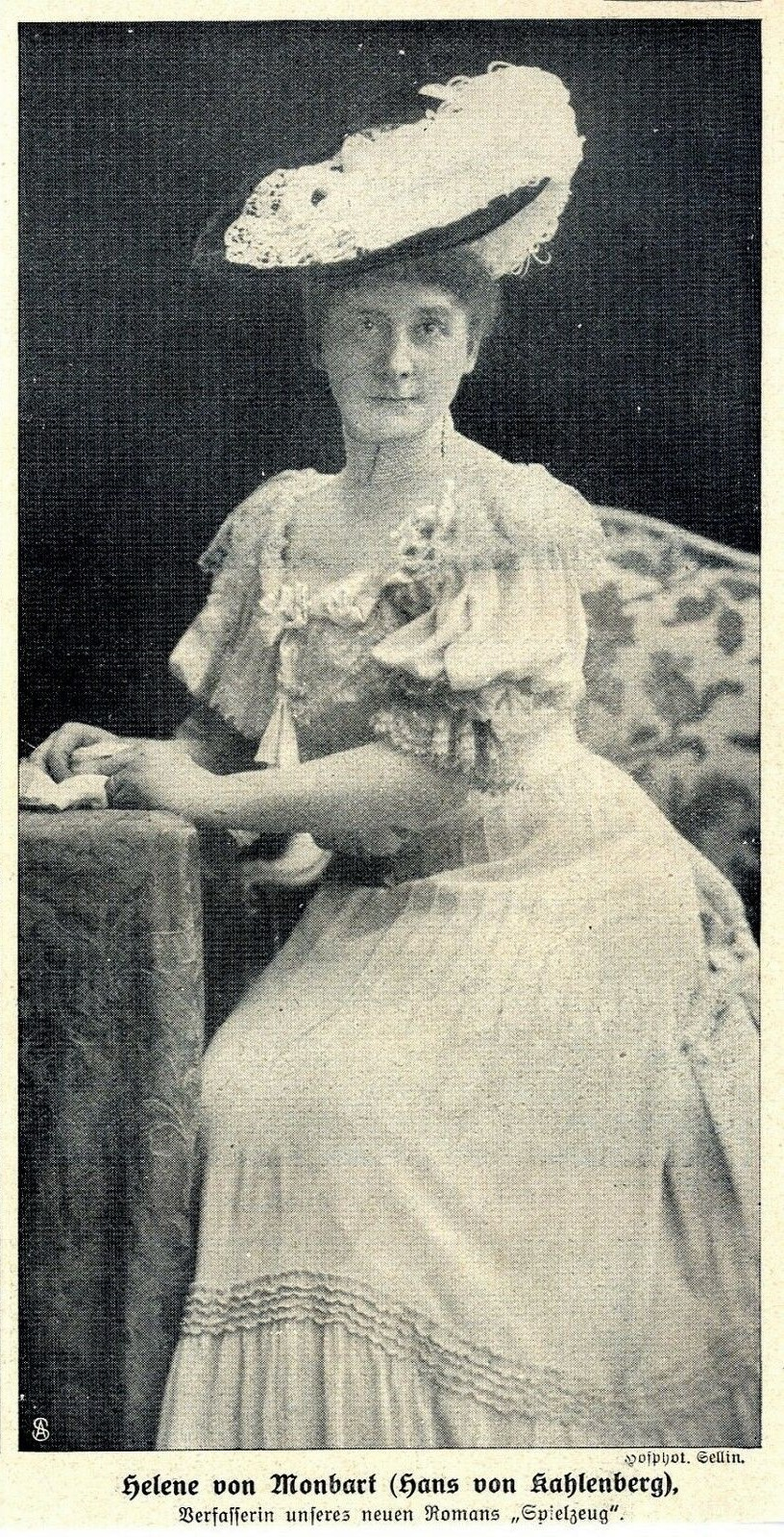
Елена Монбарт

Получив необходимое для этого образование работала учителем; сперва стала преподавать в аббатстве Кеппель в Вестфалии, затем учила детей в школах-интернатах Франции и Англии.
В 1908 году Елена фон Монбарт вышла замуж за прусского лесничего Вильгельма Кесслера.
Она любила путешествовать и надолго оставалась в Швейцарии или в Париже.
Обратила на себя внимание немецкой критики и читателей смелыми реалистическими изображениями современной жизни, подчас переходящими, с пуританской точки зрения, в область непристойного. Её работа «Русалочка» (нем. Nixchen), имевшая яркую психолого-эротическую тему, произвела настоящий фурор. Также она была очень известна благодаря своему бестселлеру «Ахасвера» (нем. Ahasvera), изданному в 1910 году.
Хелена фон Монбарт скончалась 8 августа 1957 года в возрасте 87 лет в городе Баден-Баден.